# Kubla Khan

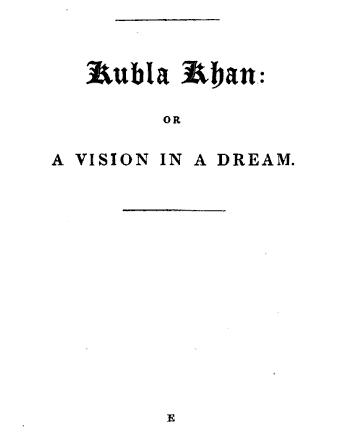
Pagina din 1816 cu titlul poeziei „Kubla Khan”.

„Kubla Khan; sau, O Viziune într-un Vis: Un Fragment“ /ˌkʊblə ˈkɑːn/ e o poezie scrisă de Samuel Taylor Coleridge, scrisă în 1797 și publicată în 1816. Poezia a fost compusă într-o noapte după ce autorul a consumat opiu și a citit o lucrare care descria Xanadu, palatul de vară al domnitorului mongol și a împăratului chinez Kublai.

## Poezia

### Versiunea înlimba engleză(versiunea originală)
| In Xanadu did Kubla Khan A stately pleasure-dome decree: Where Alph, the sacred river, ran Through caverns measureless to man Down to a sunless sea. So twice five miles of fertile ground With walls and towers were girdled round; And there were gardens bright with sinuous rills, Where blossomed many an incense-bearing tree; And here were forests ancient as the hills, Enfolding sunny spots of greenery. |
| But oh! that deep romantic chasm which slanted Down the green hill athwart a cedarn cover! A savage place! as holy and enchanted As e’er beneath a waning moon was haunted By woman wailing for her demon-lover! And from this chasm, with ceaseless turmoil seething, As if this earth in fast thick pants were breathing, A mighty fountain momently was forced: Amid whose swift half-intermitted burst Huge fragments vaulted like rebounding hail, Or chaffy grain beneath the thresher’s flail: And mid these dancing rocks at once and ever It flung up momently the sacred river. Five miles meandering with a mazy motion Through wood and dale the sacred river ran, Then reached the caverns measureless to man, And sank in tumult to a lifeless ocean; And ’mid this tumult Kubla heard from far Ancestral voices prophesying war! The shadow of the dome of pleasure Floated midway on the waves; Where was heard the mingled measure From the fountain and the caves. It was a miracle of rare device, A sunny pleasure-dome with caves of ice! |
| A damsel with a dulcimer In a vision once I saw: It was an Abyssinian maid And on her dulcimer she played, Singing of Mount Abora. Could I revive within me Her symphony and song, To such a deep delight ’twould win me, That with music loud and long, I would build that dome in air, That sunny dome! those caves of ice! And all who heard should see them there, And all should cry, Beware! Beware! His flashing eyes, his floating hair! Weave a circle round him thrice, And close your eyes with holy dread For he on honey-dew hath fed, And drunk the milk of Paradise. |

### Versiunea înlimba română
| Sau, o viziune într-un vis La Xanadu vru Kubla Khan Un dom-al-poftelor, pe unde Alf, râul sfânt, curgea avan Prin peșterile mult afunde Spre-a mării sumbre unde. Deci dar, a-ncins cu foișoare Și zid o vale roditoare, Aici: grădini, pâraie-ntortocheate Și mulți arbuști mustind tămâie; Și codrii vechi, de când e lumea poate, Vrând, parcă, pajiți să mângâie. |
| Dar, ah! acel adânc abis romantic Ce printre cedri năzuie spre deal! Un loc sălbatec, fermecat, hieratic, Așijderi celor unde și-ar boci O fată pe ibovnicul-satană! Și din acest abis, gemând, urlând, Ca un tumult din funduri de pământ, Izvor vânjos zvâcnește, aruncând Pe când țâșnește-n sus, din când în când, Mari steiuri, ca o pleavă, pretutindeni, La fel ca săltăreții bobi de grindeni; Iar printre jucăuțele pietroaie, Cad stropi din râul sacru, ca o ploaie. Drum lung prin codru, încâlcite sunt Meandrele râului sfânt Ce-n hău de peșteri fără fund îl poartă Și-apoi, tunând, l-înghite-o Mare moartă. Aici i-ajung lui Kubla la urechi, Profetizând războaie, glasuri vechi! Umbra altarului plăcerii Plutea, pe val, în drumul său, Pe unde răzbăteau puzderii De sonuri din pârâu și hău. Sclipea ca în soare miracolul rar; Altarul plăcerii cu bolți de cleștar!… |
| Am văzut ca-ntr-o părere O domniță cu-un chimval, Era o abisiniană: Din chimval și glas zvonea Despre Muntele-Abora. Cântul acestei fete dacă L-aș reînvia în mine, Ar putea, cre, să mă facă Să clădesc din muzici line În văzduh acel altar Însorit, cu bolți de sloi! Cei ce-acestea vede-le-ar Ar striga toți: Înapoi! – Ochi vâlvoare, păr vâlvoi! În triplu cerc să fie-nchis! Și cum de el să nu te sperii? Căci a sorbit lamura mierii Și laptele din paradis. |

Traducerea în limba română a fost făcută de către Tudor Dorin.